# La Fille de la nuit (film)
Pour l’article homonyme, voir La Fille de la nuit.

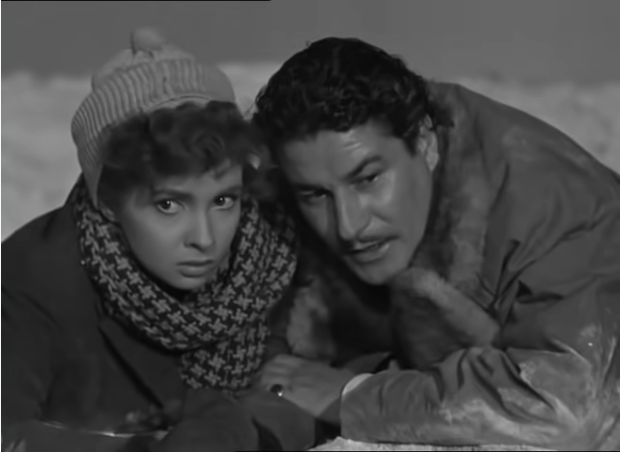
Gina Lollobrigida et Amedeo Nazzari dans le film italien « La Fille de la nuit », 1950.

La Fille de la nuit (titre original : Alina) est un film italien réalisé en 1950 sous la direction de Giorgio Pàstina.

## Synopsis
La jeune Alina a épousé un homme plus âgé qu’elle et en mauvais santé. Pour gagner sa vie, elle s’occupe de commerce illicite et de contrebande, traversant souvent illégalement la frontière avec la France ; c’est là qu’elle fait connaissance avec Giovanni, revenu depuis peu de la guerre. Il dirige une boîte de nuit mal famée qui appartient à Lucien, époux de la chanteuse Marie, qui est elle-même la maîtresse de Giovanni.
Immédiatement Giovanni et Alina se sentent attirés l’un par l’autre, ce qui provoque la jalousie de Marie, qui tente de les séparer, et aussi celle de Marco, un voyou ami du mari d’Alina, qui n’a jamais renoncé à avoir la jeune femme.
À l’occasion d’une dispute violente entre Marco et le mari d’Alina, ce dernier meurt dans un incendie ; Lucien, après avoir découvert la liaison entre Marie et Giovanni, tue sa femme.
Alina et Giovanni s’enfuient vers la frontière pour revenir en Italie, poursuivi et rejoint par Marco qui attaque son rival en essayant de le tuer, mais tombe dans un ravin pour y trouver la mort.
Rentrés dans leur pays, les deux jeunes amoureux y trouveront la tranquillité et un avenir meilleur.

## Distribution
- Gina Lollobrigida : Alina
- Amedeo Nazzari : Giovanni
- Otello Toso : Marco
- Camillo Pilotto : Andrea
- Lauro Gazzolo : Paolo
- Doris Dowling : Mary
- Juan de Landa : Lucien
- Oscar Andriani : Bertolino
- Gino Cavalieri : Giulio
- Frank Colson : l'Américain
- Augusto Di Giovanni : brigadier
- Silvio Noto : contrebandier